# 荒尾成裕
荒尾 成裕（あらお なりひろ）は、幕末の鳥取藩家老。米子荒尾家10代。荒尾清心斎の号で知られる。

## 経歴
文化11年11月24日（1815年1月4日）、鳥取藩士荒尾成孝の子として生まれ、伯父の米子荒尾家9代成緒の養子となる。米子荒尾家は、鳥取藩の着座（家老となる家柄）筆頭で大名並の知行1万5000石を有し、代々米子城と鉄砲50挺を預けられ、自分手政治と呼ばれる一定の自治を許された家であった。
嘉永4年（1851年）9月、成緒の隠居により家督と知行1万5000石を相続し、米子城代となる。同年11月、家老となる。元治元年（1864年）2月、病の藩主池田慶徳の代理で上京する。
明治11年（1878年）11月9日死去、享年65。明治39年（1906年）、成裕の明治維新への功績により、曾孫之茂が男爵に叙され華族となる。明治40年（1907年）5月、贈従四位。

## 人物・逸話
嘉永5年（1852年）、米子城四重櫓大改修の際に尽力した、城下の豪商鹿島家を称える成裕作の俳句の短冊が2011年、鹿島家の資料の調査で発見された。